# Voice of the Beehive
Voice of the Beehive fue una banda de pop rock angloamericana formada en Londres en 1986 por las hermanas californianas Tracey Bryn y Melissa Brooke Belland, hijas del cantante de The Four Preps, Bruce Belland. La formación se completó con los músicos británicos Mark Bedford, Daniel Woodgate (exmiembros de Madness) Mike Jones y Martin Brett.

## Carrera
La banda llegó a tener cinco sencillos en las listas de éxitos británicas con sus dos primeros álbumes. Sus mayores éxitos comerciales los consiguieron con los temas "I Say Nothing", "Don't Call Me Baby", "Monsters and Angels" y "I Think I Love You", que aparecieron en sus dos primeros álbumes, Let It Bee y Honey Lingers. Un tercer álbum, Sex & Misery, fue publicado en 1996, aunque en este punto las hermanas Belland eran ya las únicas integrantes del grupo. La banda se reunió brevemente en 2003 para realizar una gira de dos semanas por el Reino Unido.
Tras la separación de la banda, la vida de los miembros de Voice of the Beehive tomó rumbos diferentes. Las hermanas Belland regresaron a Estados Unidos, Melissa Belland es empresaria y Tracey Bryn profesora en Laguna Beach, California. Martin Brett fundó Brett Dempsey Music Productions en Londres y se unió al trío I, Ludicrous como bajista en 2008. En 2011, publicó su primer sencillo en solitario "Lover's Lane" bajo el nombre de Brett Martini. Daniel Woodgate continuó tocando la batería junto a Mark Bedford en Madness. 

## Miembros de la banda
- Tracey Bryn - guitarra y voz
- Melissa Brooke Belland  - voz
- Mark Bedford - bajo y guitarra
- Martin Brett (Brett Martini) - bajo y guitarra
- Mike Jones - guitarra
- Daniel "Woody" Woodgate - batería

## Discografía

### Álbumes de estudio
- Let It Bee (June 1988) No. 13 UK, No. 53 AUS, No. 40 NZ.
- Honey Lingers (August 1991) No. 17 UK, No. 68 AUS.
- Sex & Misery (February 1996)

### Recopilatorios
- A Portrait (1991) (solo publicado en Canadá)
- Best Of (1997) (solo publicado en el Reino Unido)